# فيل برونستين
فيل برونستين (بالإنجليزية: Phil Bronstein) هو صحفي ومحرر. عمل كرئيس مجلس إدارة مركز التحقيقات الصحفية في بيركلي بولاية كاليفورنيا. ويشتهر بعمله كمراسل حربي وصحفي تحقيقات. وفي عام 1986، وصل إلى تصفيات المنافسة على جائزة بوليتزر بفضل التقرير الذي أعده حول سقوط ديكتاتور الفلبين فرديناند ماركوس. وتولى فيما بعد مناصب قيادية في صحيفة سان فرانسيسكو إكزامينر وسان فرانسيسكو كرونيكل، ومؤسسة صحف هيرست.

## النشأة
وُلِد برونستين في مدينة أتلانتا بولاية جورجيا يوم 4 أكتوبر عام 1950. وهو والد روان جوزيف برونستين.
اعتادت أسرة برونستين الترحال وهو طفل صغير. وقضى أغلب فترة شبابه في مونتريال بكندا،  ثم استقر أخيرًا في كاليفورنيا. وقد التحق بجامعة كاليفورنيا في دافيس، لكنه لم يتخرج فيها. وأثناء تواجده في دافيس، بدأ اهتمامه بالصحافة. فكتب بعض المقالات النقدية عن الأفلام السينمائية في صحيفة المدرسة.

## المسيرة المهنية
كانت أول وظيفة احترافية يعمل بها برونستين هي مراسل لمحطة كيه كيو إي دي - تي في التليفزيونية في سان فرانسيسكو.
وفي عام 1980، عينته صحيفة سان فرانسيسكو إكزامينر كمراسل متخصص في أخبار السبق الصحفي.
فسافر لإرسال التقارير الصحفية من مناطق النزاع حول العالم كمراسل أجنبي طيلة ثماني سنوات. ومن بين المناطق التي سافر إليها بيرو، والشرق الأوسط، والسلفادور والفلبين.
وفي عام 1991، ترقى برونستين ليشغل منصب المحرر التنفيذي بصحيفة سان فرانسيسكو إكزامينر. وظل في هذا المنصب حتى عام 2000. وعندما هرب أحد التماسيح ووصل إلى إحدى البحيرات بالمدينة في عام 1996، انتقل برونستين إلى البحيرة مرتديًا معدات الغوص للمساعدة في الإمساك بالتمساح، لكن الشرطة أبعدته عن المكان.
اشترت شركة هيرست، الشركة الأم لصحيفة إكزامينر، صحيفة سان فرانسيسكو كرونيكل في عام 2000. وكانت كرونيكل من الصحف اليومية الأخرى المهمة في منطقة خليج سان فرانسيسكو.
امتلكت هيرست آنذاك صحيفة إكزامينر، واختارت دمج الصحيفتين معًا. فصار برونستين المحرر التنفيذي ونائب الرئيس الأول لصحيفة كرونيكل في نوفمبر 2000.
وبصفته المحرر التنفيذي، واجه برونستين مهمة صعبة، ألا وهي بناء الثقة والتوافق بين فريقين إخباريين اعتادا التنافس في السابق. كما جاء الدمج في الوقت نفسه الذي شهدت فيه صناعة الصحف تراجعًا عامًا، مما زاد من صعوبة المهمة. أجرى برونستين تغييرات في فريق العمل، وأعد مقالات رئيسية جديدة، وحاول إدخال صحيفة كرونيكل عصر الإنترنت، مع الحفاظ في الوقت نفسه على المنظور الثقافي لمنطقة الخليج. وفي أول عامين من الدمج، تم خفض عدد العاملين من 520 إلى 485، إلى جانب تقليل المحتوى في الصحيفة اليومية.
وفي يناير عام 2008، عينت شركة هيرست برونستين رئيسًا لتحرير كلٍ من كرونيكل وصحف هيرست. وفي هذا المنصب الجديد، كتب برونستين عمودًا أسبوعيًا بصحيفة كرونيكل. وساهم كذلك بكتاباته في مدونة SFGate.com. وشغل منصبه السابق في كرونيكل المحرر وورد بوشيه الذي كان يعمل في صحيفة أريزونا ريبابليك.
ترك برونستين العمل في صحف هيرست وكرونيكل في مارس 2012. وكان قد شغل منصب رئيس مجلس إدارة مركز التحقيقات الصحفية في عام 2011.
ومع تركه لصحيفة كرونيكل، اتسع نطاق دوره في المركز.

## الحياة الشخصية
تتبعت صحف الإشاعات حياة برونستين الشخصية، جاعلةً منه أحد مشاهير سان فرانسيسكو. تزوج برونستين من الممثلة شارون ستون يوم 14 فبراير من عام 1998. وانفصلا في عام 2003. وأتمَّا طلاقهما في 29 يناير 2004. وفي البداية، اشترك ستون وبرونستين في حضانتهما لطفلهما بالتبني، روان. لكن في عام 2008، منح أحد القضاة برونستين الحضانة الكاملة لابنه.
وفي عام 2001، هاجم برونستين تنين كومودو في حديقة حيوان لوس أنجلوس. كان برونستين في جولة خاصة بالحديقة، ودعاه الحارس إلى حظيرة التنين. فأصابه إصابة بالغة في قدمه.
تزوج بعد ذلك برونستين من كريستين (برودرز) برونستين التي أسست شبكة اجتماعية نسائية باسم «عصبة الزوجات». وأنجبا طفلين.

## الجوائز والتقديرات
في عام 1986، وصل برونستين إلى تصفيات المنافسة على جائزة بوليتزر بفضل التقرير الصحفي الذي أعده عن الإطاحة بفرديناند ماركوس، ديكتاتور الفلبين الذي امتدت فترة حكمه فترة طويلة. وحظي عمله في الفلبين كذلك على جوائز من وكالة أسوشيتيد بريس الإخبارية ونادي أوفرسييز بريس كلوب، ومجلس الشؤون الدولية، واتحاد وسائل الإعلام

## وصلات خارجية
- فيل برونستين على موقع IMDb (الإنجليزية)
- فيل برونستين على موقع إن إن دي بي (الإنجليزية)
- فيل برونستين على موقع كينوبويسك (الروسية)

- San Francisco Chronicle
- KQED-TV Website
- Bronstein's Official Hearst Corp. biography page
- Transcript: Sharon Stone vs. the Komodo Dragon from Time.com regarding Bronstein's attack by a Komodo Dragon